# Atypophthalmus multisetosus
Atypophthalmus multisetosus är en tvåvingeart som beskrevs av Evgenyi Nikolayevich Savchenko 1983. Atypophthalmus multisetosus ingår i släktet Atypophthalmus och familjen småharkrankar. Inga underarter finns listade i Catalogue of Life.